# Platja de La Corvera
La platja de La Corvera es troba en el concejo asturià de Cudillero i pertany a la localitat de Villademar.

## Descripció
La platja té forma lineal, una longitud d'uns 200 m i una amplària mitjana d'uns 20 m.
Els seus accessos són molt difícils havent de lliscar-se pels penya-segats, bastant verticals.
La platja, que forma part de la Costa Occidental d'Astúries, està catalogada com Paisaje protegit, i a més és ZEPA i LIC.
Per accedir a aquesta platja cal localitzar els pobles més propers que són Villademar i Cudillero. Els accessos poden ser per mar o a peu. En aquest últim cas cal travessar el pedrer del «Reguero de la Cerezal» que surt del mateix port de Cudillero. També pot observar-se, però des de lluny, des d'un mirador que hi ha en la carretera de sortida de Cudillero cap a l'oest, just en el canvi de rasant. Cal fer la mateixa recomanació que amb la seva platja veïna per l'oest, de Las Rubias. La platja no té cap servei i l'única activitat recomanada és la pesca submarina. Es pot aprofitar aquesta visita per veure el preciós port mariner de Cudillero i el Faro Punta Rebollera. Com a dada peculiar cal dir que el 8 de febrer de 2007 es va pescar un llobarro de gairebé 18 kg amb aparell de enmalle.